# Partido Socialista Obrero Español de la Comunidad de Madrid
El Partido Socialista Obrero Español de la Comunidad de Madrid (PSOE-M) es la federación del Partido Socialista Obrero Español en la Comunidad de Madrid, constituida en 1879 y renombrada con su actual denominación en 2015.
La organización traza sus orígenes  en 1879 con la fundación de la Agrupación Socialista Madrileña (ASM), el núcleo originario del PSOE. Las entidades sucesoras a esta fueron la Federación Socialista Madrileña (FSM; 1977-2004) y el Partido Socialista de Madrid-PSOE (PSM-PSOE; 2004-2015), que con la celebración de un congreso extraordinario en julio de 2015 dio paso a la actual denominación de Partido Socialista Obrero Español de la Comunidad de Madrid (PSOE-M). Su organización juvenil son las Juventudes Socialistas de Madrid. Se trata de la cuarta federación en importancia numérica de militantes del PSOE, con 15 000 afiliados.

## Historia

### Agrupación Socialista Madrileña (1879-1977)

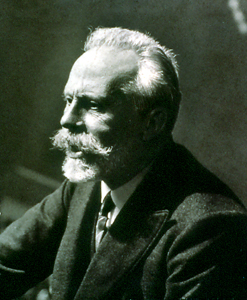
Pablo Iglesias, fundador de la Agrupación Socialista Madrileña.

Fundado el 2 de mayo de 1879 con el nombre de Agrupación Socialista Madrileña por Pablo Iglesias y otros socialistas internacionalistas en Madrid en tiempos de la I Internacional, fue la primera sección socialista-marxista en España y el núcleo originario del Partido Socialista Obrero Español (PSOE).
A la agrupación pertenecieron históricos militantes socialistas como Francisco Largo Caballero, Julián Besteiro e Indalecio Prieto.

### Federación Socialista Madrileña (1977-2004)
El 6 de febrero de 1977 la Agrupación Socialista Madrileña pasó a denominarse «Federación Socialista Madrileña» (FSM). Inmersos en la transición democrática española, en marzo se celebró el I Congreso Regional presidido por Gregorio Peces Barba. En este Ier Congreso se aprobó una declaración en la que se manifestó que la línea política de la Federación era la aprobada en el XXVIII Congreso del PSOE, celebrado en noviembre de 1976.
El 15 de mayo de 1977 se celebró el II Congreso para la Unificación Socialista de Madrid. Tras un año de conversaciones se acordó la unificación de Convergencia Socialista de Madrid —integrada en la Federación de Partidos Socialistas— y la FSM. Se incorporaron así a la FSM nombres como el de Enrique Barón, Joaquín Leguina, Juan Barranco, José Barrionuevo, Miguel Ángel Fernández Ordóñez o Emlio Lamo de Espinosa.
En junio de 1977, después de que el PSOE se convirtiera en la segunda fuerza política en Madrid en las elecciones generales, se incorporaron al partido militantes del PSOE (Sector Histórico), encabezados por José Prat. 
En enero de 1978 Alonso Puerta fue reelegido secretario general de la Federación Socialista Madrileña frente a su rival Francisco Bustelo y José Prat fue elegido frente a Sócrates Gómez, una dirección considerada por algunos medios de comunicación como «moderada y continuista». Entre las principales consecuencias políticas de este congreso, señaló el diario El País en su momento, «cabe constatar que han sido barridos los miembros del antiguo sector histórico del partido que más trabajaron por la unidad socialista —Sócrates Gómez, Manuel Turrión—; hay un considerable avance del grupo procedente de Convergencia Socialista —Juan Barranco, Joaquín Leguina, Agapito Ramos—; pasan a puestos dirigentes los dos primeros, y al comité federal el último, se ha constatado el escaso apoyo que parece tener Pablo Castellano, que no pudo ni siquiera presidir el congreso y ha quedado en situación un tanto desairada el candidato derrotado a la secretaría general, Francisco Bustelo».

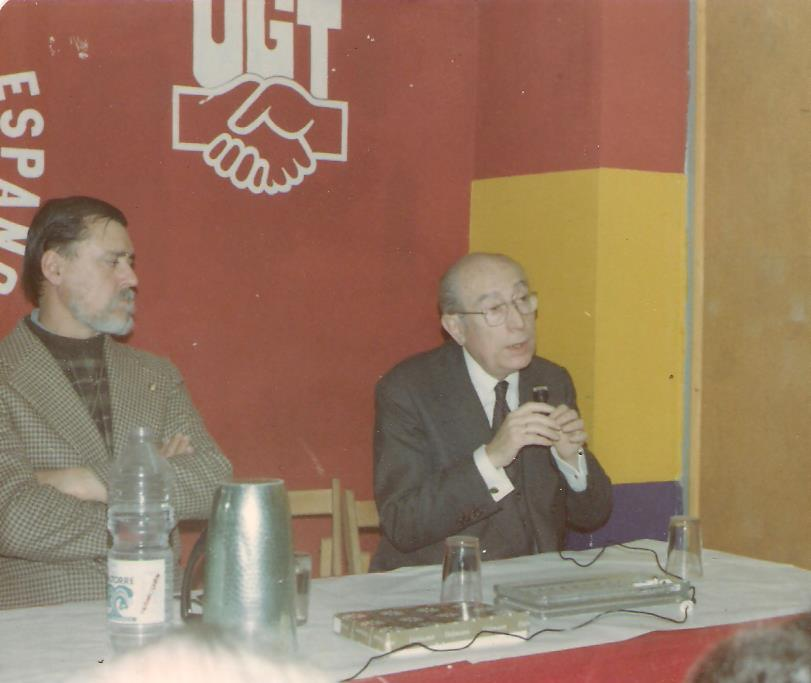
Enrique Tierno Galván en 1978

En mayo de 1978, tras un año de conversaciones, la federación madrileña del Partido Socialista Popular (PSP) liderado por Enrique Tierno Galván y la FSM proclamaron la unidad orgánica de ambas federaciones. Con las fusiones se reconstruyó un socialismo madrileño fuerte, con peso político en el interior del partido y con mayor reflejo en la sociedad.
En las elecciones municipales de abril de 1979 en Madrid, Enrique Tierno Galván fue cabeza de lista del PSOE al Ayuntamiento de Madrid. No fue la del PSOE la candidatura más votada pero el apoyo a Tierno del Partido Comunista de España (PCE) en la investidura le permitió convertirse en el primer alcalde democrático de Madrid tras la muerte de Franco.
En 1979 la FSM vivió su primera crisis tras la llegada de la democracia en España que se saldó con la salida del secretario general Alonso Puerta en diciembre. El motivo de la caída de Puerta fue la denuncia de unos presuntos sobornos dentro del grupo municipal del Ayuntamiento de Madrid. El caso acabó con su expulsión del partido. Le sustituyó al frente de la Federación Socialista Madrileña otro concejal del Ayuntamiento de Madrid, Joaquín Leguina líder de la llamada «lista moderada».
En diciembre de 1981 se celebró el III Congreso de la FSM en el que José Acosta, considerado un hombre de confianza del vicesecretario General del PSOE Alfonso Guerra fue elegido presidente y Joaquín Leguina, secretario general. Sus candidaturas obtuvieron el 71 % de los votos frente al 25 % obtenido por el sector marxista de Izquierda Socialista de Manuel de la Rocha y Luis Gómez Llorente y el 5 % obtenido por Carlos Revilla, antiguo colaborador de Alonso Puerta. Poco después Revilla abandonó el PSOE para acercarse al Centro Democrático y Social (CDS) de Adolfo Suárez.

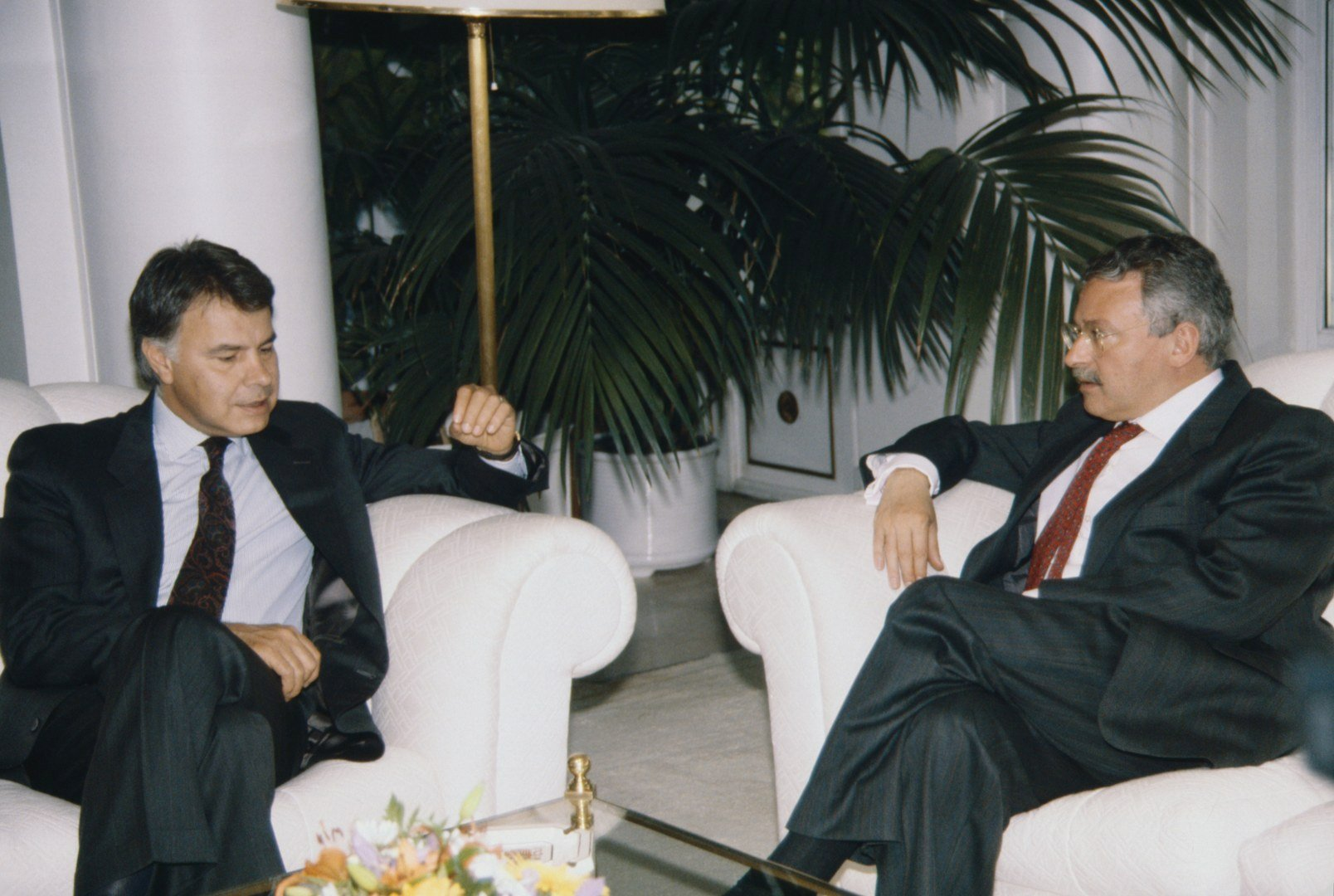
Joaquín Leguina recibido por Felipe González en 1991.

En mayo de 1983 se celebraron las primeras elecciones a la Asamblea de Madrid en las que la candidatura del PSOE obtuvo mayoría absoluta; siendo a continuación investido Joaquín Leguina como primer presidente de la Comunidad de Madrid. De forma similar en las elecciones municipales de 1983 en Madrid la candidatura liderada por Enrique Tierno Galván obtuvo una mayoría absoluta que supuso a la postre su reinvestidura como alcalde de la capital.
En marzo de 1985 se celebró el IV Congreso. José Acosta fue reelegido presidente y Joaquín Leguina secretario general de la FSM.
El PSOE ganó las siguientes elecciones autonómicas y municipales (junio de 1987), pero en mayo de 1989 perdió la alcaldía de Madrid cuando prosperó una moción de censura presentada contra Juan Barranco, que gobernaba el Ayuntamiento desde el fallecimiento en enero de 1986 de Tierno Galván.
En 1987, tras la huelga general, se produjo una dura confrontación ente el conocido como «clan de Chamartín» —próximos a Leguina, seguidores de Josep Borrell y una parte de Izquierda Socialista— y el acostismo —y a nivel federal con Alfonso Guerra—. Leguina secundó la protesta y ese apoyo constituyó «el punto de no retorno en su enfrentamiento con Guerra» según un exdirigente madrileño.
Del 22 al 24 de abril de 1988 se celebró el V Congreso; Joaquín Leguina fue reelegido secretario general con el 99 % de los votos encabezando una lista integradora de todas las tendencias y José Acosta fue reelegido presidente.
El VI Congreso se celebró del 1 al 3 de febrero de 1991 en medio de una crisis abierta a raíz del enfrentamiento entre los acostistas (guerristas) y los seguidores de Joaquín Leguina (renovadores) en relación con el modelo de partido a seguir. Cinco días antes del Congreso regional Joaquín Leguina y Teófilo Serrano anunciaron un acuerdo por el que José Acosta sería presidente de la FSM; Teófilo Serrano, secretario general; Joaquín Leguina, candidato a la presidencia de la Comunidad; y Juan Barranco, candidato al ayuntamiento de la capital en las elecciones del 26 de mayo. La nueva ejecutiva fue aprobada con el 99,72 por ciento de los votos. Joaquín Leguina, que desde hacía doce años ocupaba la secretaría general, fue elegido secretario ejecutivo de la Comisión Ejecutiva regional.
En mayo de 1991 Joaquín Leguina fue reinvestido presidente de la Comunidad de Madrid con los votos de Izquierda Unida —13 escaños que se sumaron a los 41 del PSOE— frente a los 47 escaños del PP. 
Del 28 al 30 de enero de 1994 se celebró un Congreso Extraordinario para elegir a sus representantes en el XXXIII congreso federal del PSOE. Se produjeron enfrentamientos entre los guerristas y renovadores, que no llegaron a un acuerdo para presentar una lista de consenso. Los guerristas no aceptan a Leguina como cabeza de delegación y los renovadores no están de acuerdo con que Juan Barranco, propuesto por el sector afín a Alfonso Guerra, ocupe el primer puesto en una lista de integración. Los renovadores, encabezados por Leguina, obtienen 274 votos frente a los guerristas de Juan Barranco (259). Leguina considera que se pone fin a lo que denomina «la época del tresillo y de la mesa camilla», en la que él, Juan Barranco y José Acosta aparecían en todos los congresos de la FSM.

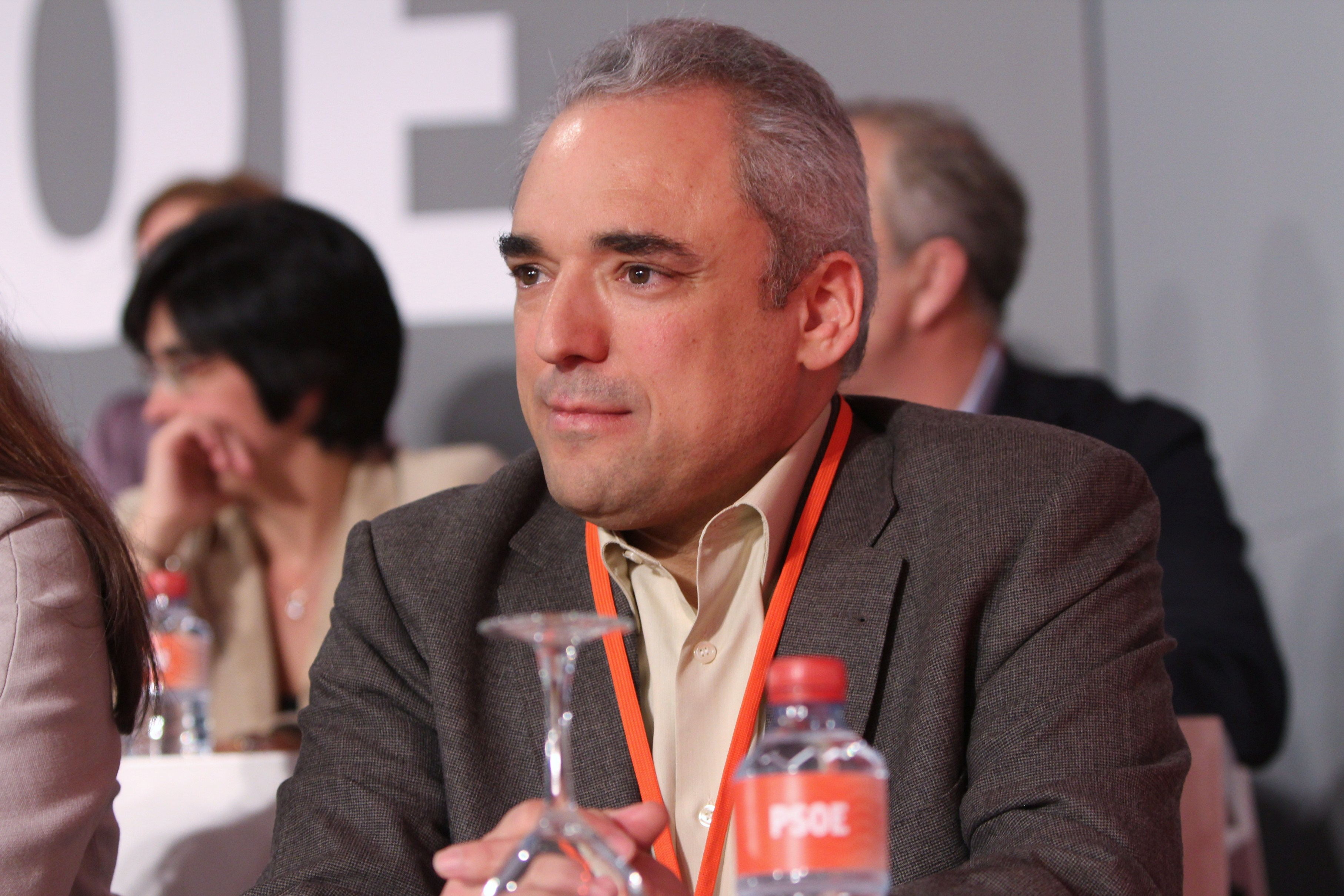
Rafael Simancas en 2012 durante la clausura del XXXVIII Congreso del PSOE

Del 6 al 8 de mayo de 1994 se celebró el VII Congreso con un acuerdo global que permitió a todos los sectores del socialismo madrileño (renovadores, guerristas, Izquierda Socialista y Renovadores por la base) formar parte de la dirección que obtuvo el respaldo del 86,4 % de delegados. El acuerdo llegó pese a que a los renovadores les surgió competencia interna en los Renovadores por la base, que serían fundamentales más adelante para impulsar a José Luis Rodríguez Zapatero y protagonizaron la traición a Rafael Simancas. Jaime Lissavetzky, candidato de Leguina, fue elegido secretario general, mientras que Acosta repitió en la presidencia. En la nueva dirección se integraron como vocales, entre otros dirigentes, Joaquín Leguina y Juan Barranco, quienes también fueron elegidos representantes de la FSM en el Comité Federal del PSOE. El Congreso aprobó también una resolución política en la que se acordó la redacción de una propuesta de código ético que deberían asumir todos los cargos públicos de la comunidad autónoma.
En la siguiente convocatoria electoral autonómica en 1995 el PP obtuvo mayoría absoluta y Leguina salió del gobierno regional.
En el VIII Congreso, celebrado del 24 al 26 de octubre de 1997, no hubo acuerdo entre guerristas y renovadores y se presentaron dos listas: una liderada por Lissavetzky —apoyada fundamentalmente por los renovadores— para la secretaría general y Cristina Alberdi para asumir la presidencia y otra compuesta por Acosta para la secretaría general y Barranco para la presidencia de la federación. Lissavetzky consiguió revalidar el cargo con el 56,21 % venciendo al guerrismo madrileño que logró el 43,12 %.
El IX Congreso se celebró del 24 al 26 de noviembre de 2000.  De nuevo se presentaron dos candidaturas para la Secretaría General: una encabezada por José Antonio Díaz, apoyado por la dirección federal y por los Renovadores por la base, y otra liderada por Rafael Simancas, adscrito al sector guerrista. José Acosta, que en principio presentó su candidatura a la secretaría general, finalmente la retiró en favor del concejal madrileño Rafael Simancas que fue elegido con el 57,6 por ciento de los votos, mientras la lista de José Antonio Díaz obtuvo un 42,3 por ciento de apoyos. Simancas propuso un equipo de integración en la nueva Ejecutiva, que incluyó a Pedro Sabando como presidente y a José Antonio Díez como vicesecretario general. La nueva Ejecutiva se aprobó con el 50,4 por ciento de los votos y quedó compuesta por un 75 por ciento de representación para la lista vencedora y un 25 por ciento para los Renovadores por la base que formaban la candidatura de Díaz.
En 2002 José Luis Rodríguez Zapatero, todavía en la oposición, apostó por Trinidad Jiménez para la Alcaldía de Madrid. El entonces presidente de la FSM Pedro Sabando mostró su oposición.

#### Caso Tamayo y Sáez
El 25 de mayo de 2003 se celebraron elecciones autonómicas en los que el PP logró 55 diputados frente a los 47 del PSOE y 9 de IU, estos dos partidos iniciaron negociaciones para formar un gobierno de izquierdas. El 10 de junio, durante la sesión constitutiva de la Asamblea regional, la ausencia en las votaciones de dos diputados socialistas, Eduardo Tamayo y Teresa Sáez, dejaron en minoría al PSOE, que había pactado el apoyo de IU para gobernar en la Comunidad. Tamayo y Sáez, que alegaron su disconformidad con los pactos de gobierno PSOE-IU, fueron expulsados del PSOE y conminados sin éxito a devolver sus actas al partido. La «deserción» de los dos diputados dio lugar a una crisis institucional sin precedentes en la Comunidad, que vino a conocerse como «Tamayazo» y que forzó a la celebración anticipada de unos comicios por primera vez en la comunidad autónoma. Estas nuevas elecciones se celebraron el 26 de octubre y dieron la mayoría absoluta al PP, que obtuvo 57 diputados, frente a los 45 del PSOE y 8 de IU.

### Partido Socialista de Madrid (2004-2015)
En julio de 2004, el X Congreso Regional reeligió a Rafael Simancas como secretario general con el 89,51 de los votos y aprobó cambiar el nombre de la FSM por el de «Partido Socialista de Madrid» (PSM), a propuesta de la agrupación de Vallecas liderada por el senador y exalcalde de Madrid Juan Barranco. La composición de la nueva Comisión Ejecutiva, que se amplió de 37 a 39 miembros, se aprobó con el 76,32 por ciento de los votos. Pedro Sabando continuó como presidente, mientras Antonio Romero pasó ocupar el cargo de vicesecretario general y Andrés Rojo el de secretario de Organización.

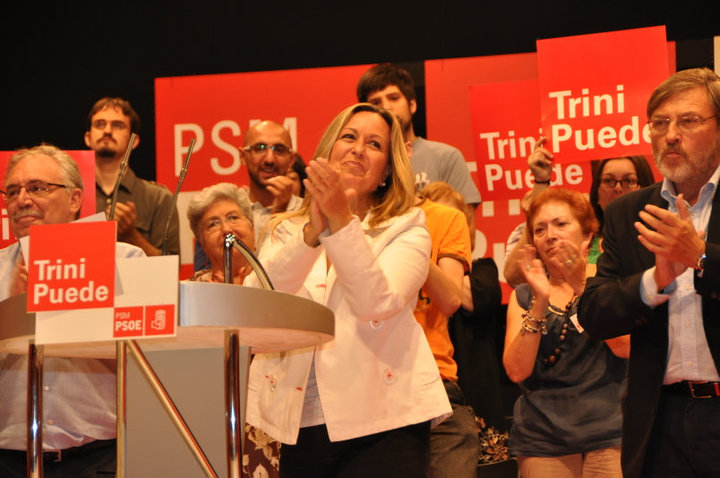
Teófilo Serrano, Trinidad Jiménez y Jaime Lissavetzky en un acto del PSOE en Leganés en 2010.

En las elecciones de mayo de 2007 a la Asamblea de Madrid los socialistas lograron el 33,53 %, lejos del 39 % logrado en octubre de 2003. Perdieron dos diputados a pesar de que el número de escaños de la Asamblea aumentó en nueve. El PSM sufrió también serias derrotas en importantes ayuntamientos de la región - se perdieron alcaldías históricamente en manos del PSOE, como las de Torrejón de Ardoz, Alcobendas y San Sebastián de los Reyes- lo que provocó una nueva crisis en el partido.  
El 31 de mayo de 2007 Miguel Sebastián, candidato socialista a la alcaldía de Madrid, anunció su despedida de la política para regresar a su puesto de profesor universitario. Una declaración sin preguntas en la sede socialista de Madrid, acompañado por la número 8 de la lista socialista, Ángeles Álvarez, y por el número 15, Pedro Sánchez, así como por el teniente de alcalde de Getafe, David Lucas Parrón.
Por su parte, Rafael Simancas comunicó que continuaría al frente del PSM hasta el próximo Congreso Regional, aunque avanzó que no repetiría como candidato. Aunque una semana después, el 4 de junio, anunció su dimisión como secretario general del partido en Madrid, tras reunirse con el presidente del Gobierno, José Luis Rodríguez Zapatero.
Tras la dimisión de Simancas, el PSOE, por primera vez en la historia nombró a una comisión gestora, presidida por la ministra Cristina Narbona, que se hizo cargo del partido hasta la celebración de un congreso extraordinario. 
El 27 y 28 de julio de 2007 se celebra un nuevo Congreso extraordinario con tres aspirantes para acceder a la Secretaría General: Tomás Gómez (alcalde de Parla), Manuel García-Hierro (concejal del Ayuntamiento de Madrid) y José Cepeda (diputado regional). Se requerían al menos el 25 % de avales de los delegados del cónclave para declarar válida la candidatura a la secretaría general. Tomás Gómez obtuvo casi el 77 % de apoyos a su candidatura, lo cual imposibilitó matemáticamente que prosperarán las candidaturas de los otros 2 precandidatos (José Cepeda y Manuel García-Hierro). Gómez fue elegido secretario general con 723 votos a favor, 69 en blanco y 3 nulos, lo que representó un apoyo del 91,18 por ciento de los delegados y configuró una ejecutiva en la que alcaldes, concejales, portavoces municipales y ex ediles coparon el 52 por ciento de las secretarías de área y en la que las llamadas familias no obtuvieron cuota de representación. Delia Blanco fue nombrada presidenta de la nueva ejecutiva y Francisco José Pérez Fernández, secretario de Organización.
En el XI Congreso celebrado del 5 al 7 de septiembre de 2008 Tomás Gómez, que concurrió como candidato único, fue reelegido secretario general del partido con el apoyo del 85,7 % de los delegados. La nueva ejecutiva, aprobada con el 82,8 % de los votos, incluyó a Trinidad Rollán como secretaria de Organización y número dos y a Delia Millán como presidenta. Entraron en la dirección el periodista Eduardo Sotillos como secretario de Comunicación y Estrategia, la ministra de Vivienda, Beatriz Corredor y la secretaria de Estado para Iberoamérica, Trinidad Jiménez, como vocales.

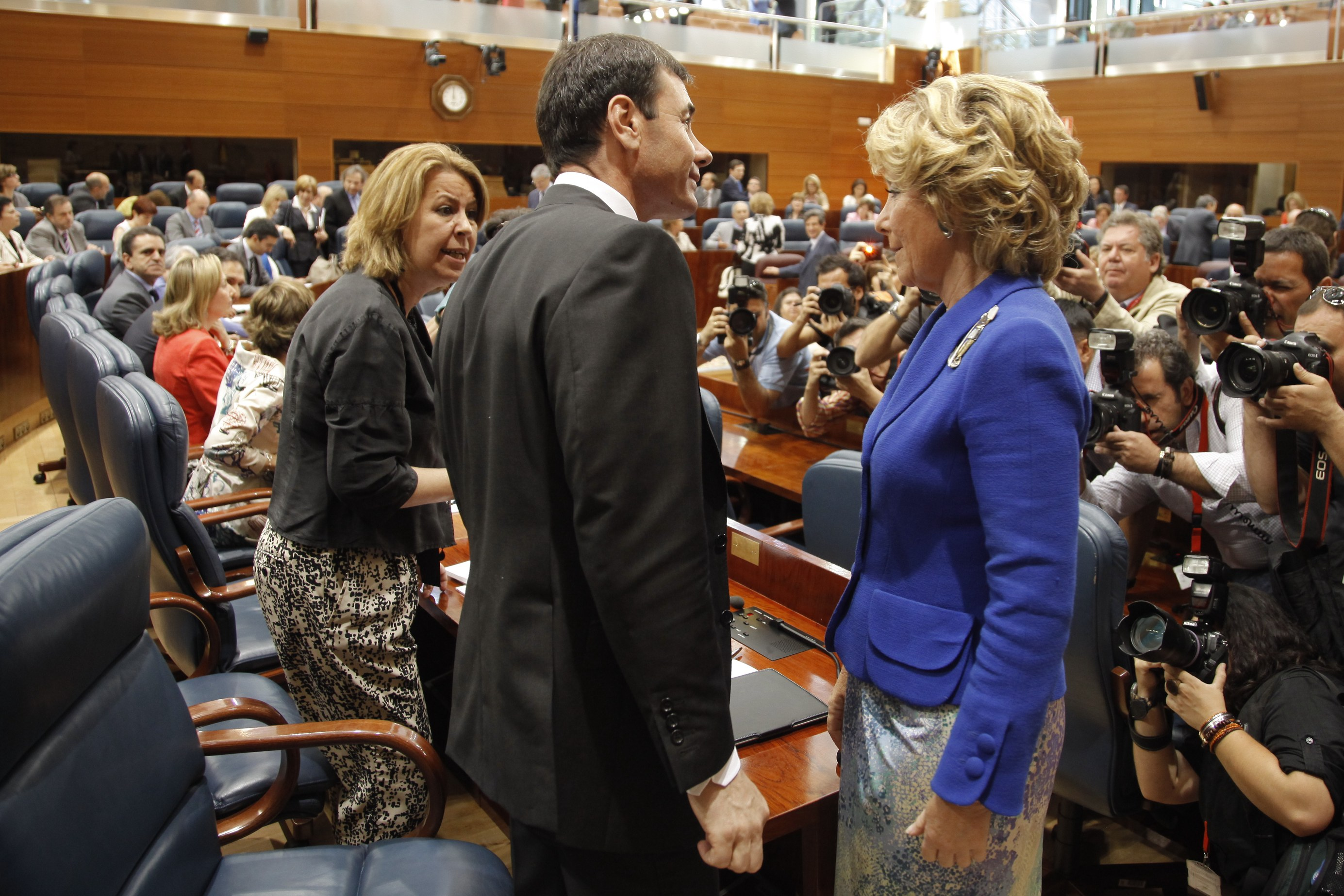
Tomás Gómez (centro) y Maru Menéndez (izquierda) durante la primera sesión del debate de investidura de Esperanza Aguirre (derecha) en 2011.

Tomás Gómez fue el candidato socialista a la presidencia de la Comunidad de Madrid en las elecciones autonómicas de mayo de 2011. En estas elecciones, el Partido Socialista de Madrid obtuvo el resultado más bajo de su historia, con 36 escaños, 6 menos que en las elecciones de 2007.
El 12 de junio de 2014 el diputado madrileño Pedro Sánchez ganó las elecciones primarias enfrentándose a Eduardo Madina y resultó elegido nuevo secretario general del PSOE. Entre sus objetivos, declara, estaba la recuperación de la mayoría socialista en España recuperando los gobiernos de Valencia y Madrid.

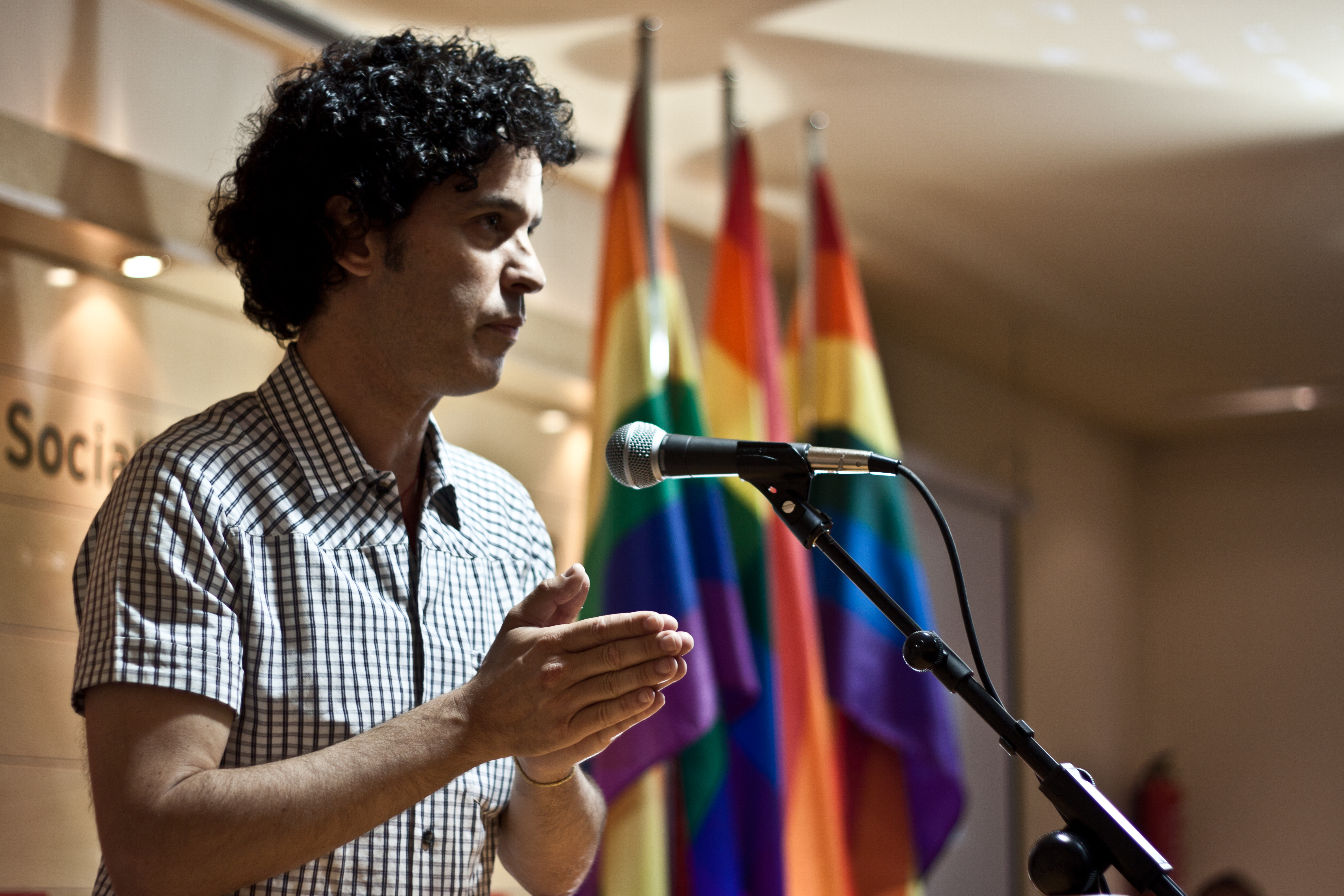
Pedro Zerolo en el distrito Centro de Madrid (2011). En 2015 fue elegido presidente del PSM

En enero de 2015 Pedro Zerolo sustituyó a Juan Barranco como presidente del PSM después de que este anunciara su retirada total de la vida política.
En 9 de febrero de 2015 Pedro Sánchez, secretario general del PSOE, destituyó a Tomás Gómez arguyendo «el deterioro de la imagen pública del PSM, además de a la inestabilidad orgánica dentro de la federación madrileña» y creó una nueva gestora presidida por Rafael Simancas. Pocos días después, el 11 de febrero el exministro y doctor en Filosofía y Letras Ángel Gabilondo, sin militancia en el PSOE, anunció su aceptación al ofrecimiento para ser el aspirante del PSM a la presidencia de la Comunidad de Madrid de cara a las elecciones autonómicas convocadas para mayo de 2015 con el reto de lograr en 100 días dar a conocer su propuesta para el gobierno regional.
El 24 de mayo en las elecciones autonómicas Gabilondo logró el 25,44 % de votos y 37 escaños, mejorando en 7 puntos las cifras de las elecciones europeas celebradas un año atrás y las cifras de Tomás Gómez de 2011. La candidatura socialista para las elecciones al Ayuntamiento de Madrid liderada por Antonio Miguel Carmona, sin embargo, quedó muy por debajo de las expectativas relegado a un tercer puesto con el 15,28 % de los votos y nueve concejales. Dos días después Rafael Simáncas, presidente de la gestora declaró que el PSM no estaba satisfecho con el resultado de Carmona.
El 27 de julio de 2015 se celebraron elecciones primarias en el PSM en las que vence Sara Hernández, alcaldesa de Getafe, con el respaldo del 57,7 % de militantes frente al 42,3 % de su oponente Juan Segovia. Participaron en la votación el 42,6 % de afiliados.

### Partido Socialista Obrero Español de la Comunidad de Madrid (desde 2015)
El 31 de julio de 2015 un nuevo Congreso Extraordinario acordó que el Partido Socialista de Madrid pasaría a denominarse «Partido Socialista Obrero Español de la Comunidad de Madrid» (PSOE-M). Entre otras modificaciones se estableció también que el Comité Regional de la organización pasara de 500 a 350 miembros, además de introducirse la elección directa por parte de la militancia de la Secretaría General del Partido, fórmula que ya se llevó a cabo en la elección de la nueva secretaria general Sara Hernández. La ejecutiva elegida en este congreso no contó con ningún miembro del equipo de Juan Segovia derrotado por Hernández.
El 3 de agosto de 2015 se da a conocer una de las primeras decisiones de la nueva ejecutiva: el cese de Antonio Miguel Carmona como portavoz municipal del grupo socialista y su sustitución por Purificación Causapié.
El 30 de septiembre de 2017 se celebraron primarias a la secretaría general del PSOE-M con 6 candidaturas: Sara Hernández, Eusebio González Jabonero, José Manuel Franco, Juan Lobato, Enrique del Olmo y Manuel Lucas. Finalmente Sara Hernández retiró su candidatura a última hora tras negociar con José Manuel Franco, considerado próximo a Pedro Sánchez, que fue el ganador con el 71,7 % de los votos.
El 22 de octubre de 2017 se celebró el 13 Congreso Regional del PSOE-M. José Manuel Franco asumió la Secretaría General del partido con un 70 por ciento de apoyos frente al 28 por ciento que se contabilizaron en blanco. La nueva ejecutiva está formada por 50 miembros y 14 grandes secretarías de Área. Manuel Robles mantuvo la presidencia del partido, la secretaria de Organización pasó a ser Carmen Barahona, edil del PSOE en Rivas-Vaciamadrid. El alcalde de Alcalá Javier Rodríguez Palacios pasó a presidir el Comité de Ética. La secretaría general encabezada por José Manuel Franco eliminó los dos cargos de vicesecretaría general que en la época de Sara Hernanez ostentaron David Lucas Parrón y Javier Rodríguez. Se contempló la representación de los ediles en un consejo de alcaldes de creación futura que trataría temas de financiación local, política territorial y gestión de mancomunidades. La ejecutiva de Franco integró a Maru Menéndez en Empleo y Relaciones Laborales. La secretaría de Cultura pasó a manos de la dramaturga Juana Escabias.
El 28 de septiembre de 2023 tuvo lugar un suceso con el concejal Daniel Viondi (PSOE), el cual llegó a tocar hasta tres veces la cara de manera amenazante al alcalde madrileño José Luis Martínez Almeida (Partido Popular). El concejal socialista, tras agotar su turno de palabra, se acercó al asiento del mandatario y le dio unas palmadas en la mejilla de manera despectiva mientras le dejaba unos documentos; lo cual provocó su expulsión del hemiciclo. Horas después Viondi anunciaba en sus redes sociales su dimisión, dejando escrito de manera expresa en un tuit lo siguiente: “He comunicado a mi partido que en las próximas horas dejaré mi acta de concejal. He pedido disculpas públicas e intentado de forma personal pero no ha sido posible”.
En julio de 2025 se creó Consejo del Feminismo del PSOE-M como órgano interno de asesoramiento para impulsar el debate y las políticas de igualdad de oportunidades y la defensa de los derechos de las mujeres, compuesto por mujeres y hombres de diferentes generaciones. También tiene el mandato de elaborar el Plan de igualdad del PSOE-M. Está presidido por Lorena Morales, secretaria de igualdad del PSOE-M. Tiene dos vicepresidencias:  María Sainz, diputada en el Congreso, y el diputado y secretario de Estado de Relaciones con las Cortes y Asuntos Constitucionales, Rafael Simancas. Forman partel del Consejo del Feminismo:  la socióloga Soledad Murillo, Rosa San Segundo, experta en igualdad y violencia de género y Directora del Instituto Universitario de Estudios de Género de la Universidad Complutense de Madrid, Paca Sauquillo presidenta del PSOE-M, Pilar Sánchez Acera, secretaria de Organización del PSOE-M, Juan de Dios Morán presidente de Espacio Mujer Madrid, Rosario Aguilar,secretaria de Políticas Migratorias y Refugiados del PSOE-M, la secretaria de Igualdad de Juventudes Socialistas de Madrid, Ana Serrano; y la diputada en el Congreso Isaura Leal.

## Líderes
|     | Secretario general                              | Periodo                           |
| --- | ----------------------------------------------- | --------------------------------- |
| 1.  | Alonso Puerta                                   | 1977-1979                         |
| 2.  | Joaquín Leguina                                 | 1979-1991                         |
| 3   | Teófilo Serrano                                 | 1991-1994                         |
| 4.  | Jaime Lissavetzky                               | 1994-2000                         |
| 5   | Rafael Simancas                                 | 2000-2007                         |
| -   | Comisión gestora presidida por Cristina Narbona | Junio-julio de 2007               |
| 6.  | Tomás Gómez                                     | 2007-2015                         |
| -   | Comisión gestora presidida por Rafael Simancas  | Febrero-julio de 2015             |
| 7.  | Sara Hernández                                  | 2015-2017                         |
| 8.  | José Manuel Franco                              | 2017-2021                         |
| -   | Comisión gestora presidida por Isaura Leal      | Mayo-noviembre de 2021            |
| 9.  | Juan Lobato                                     | 2021-2024                         |
| -   | Comisión gestora presidida por Isaura Leal      | Noviembre de 2024 - enero de 2025 |
| 10. | Óscar López                                     | 2025-actualidad                   |